# Білкохвіст Штарке
Білкохвіст Штарке (Sciurohypnum starkei) — вид мохів порядку гіпнобрієвих (Hypnales).

## Поширення
Ареал охоплює такі частини світу: Європа, Північна Америка, Азія.
Населяє ґрунт, багатий гумусом, вологі місця, болота, ліси; на висотах від 100 до 1300 метрів.

## Характеристика
Рослини середнього розміру, в пухких пучках, від зелених до жовто-зелених. Стебла до 4 см, від повзучих до висхідних і майже прямовисних, згинаються, вигнуті біля верхівок, регулярно перисторозсічені, принаймні частково, гілки до 7 мм, часто вигнуті. Стеблові листки прямо- або широко-розпростерті, не скучені, яйцювато-трикутні, злегка увігнуті, не складчасті, 0.8–1.6 × 0.4–0.8 мм; краї рівні або загнуті проксимально, зубчасті; верхівка поступово звужена або рідше коротко-загострена. Гілкові листки від яйцеподібних до яйцювато-ланцетних; основа симетрична або рідше асиметрична; краї плоскі, сильніше пилчасті до грубо-зубчастих. Вид автоіктичний. Коробочкові ніжки червонуваті, 1.2–1.6 см, шорсткі. Коробочка від горизонтальної до висячої, червонувата, довгаста, вигнута, особливо в молодому віці, 2 мм. Спори 12–16 мкм.